# Isabel Castañé i López
Isabel Castañé i López (Sabadell, 10 de febrer de 1946) és una nedadora catalana, ja retirada. Juntament amb Rita Pulido, és considerada com la primera nedadora de l'Estat espanyol que competí en uns Jocs Olímpics.
Practicà la natació des de ben jove per recomanació mèdica i competí amb el Club Natació Sabadell. S'especialitzà en la modalitat de braça, batent diversos rècords de Catalunya i estatals en categoria absoluta. També s'especialitzà en la prova de 400 m estils. Fou tretze vegades campiona de Catalunya i sis vegades campiona d'Espanya en 200 m braça de forma consecutiva. Internacional amb la selecció espanyola en quaranta-quatre ocasions, fou seleccionada per participar en els Jocs Olímpics de Roma 1960 en la prova de 200 m braça, amb només catorze anys. Quatre anys més tard, participà als de Jocs Olímpics de Tokio 1964 a la mateixa prova i als 400 m estils. També competí a dos Campionats d'Europa (1962 i 1966). Al llarg de la seva carrera esportiva, establí trenta-tres rècords catalans i quaranta-set d'estatals. A principis de la dècada del 1970 va retirar-se de la competició.
Entre d'altres distincions, fou escollida millor esportista femenina espanyola el 1962 i 1964. La Federació Catalana de Natació li concedí la medalla al mèrit esportiu (1962) i la Federació Espanyola de Natació li atorgà la placa d'honor (1964) i la medalla d'or de Serveis Distingits (1966). A més, fou escollida Millor Esportista de Sabadell el 1965.

## Palmarès
Campionats de Catalunya
- 1 Campionat de Catalunya en 400 m lliures: 1961
- 7 Campionats de Catalunya en 200 m braça: 1960, 1961, 1962, 1963, 1964, 1965, 1966
- 1 Campionat de Catalunya d'hivern en 400 m lliures: 1961
- 3 Campionats de Catalunya d'hivern en 100 m braça: 1961, 1962, 1963
- 6 Campionats de Catalunya d'hivern en 200 m braça: 1961, 1962, 1963, 1964, 1965, 1966
- 1 Campionat de Catalunya d'hivern en 200 m esquena: 1963

Campionats d'Espanya
- 6 Campionats d'Espanya en 200 m braça: 1960, 1961, 1962, 1963, 1964, 1965
- 5 Campionats d'Espanya en 400 m estils: 1962, 1963, 1964, 1965, 1966
- 5 Campionats d'Espanya en 4x100 m estils: 1961, 1963, 1964, 1965, 1966
- 3 Campionats d'Espanya en 4x100 m lliures: 1961, 1962, 1965
- 1 Campionat d'Espanya d'hivern en 400 m lliures: 1961
- 3 Campionats d'Espanya d'hivern en 100 m braça: 1961, 1962, 1963
- 5 Campionats d'Espanya d'hivern en 200 m braça: 1961, 1963, 1964, 1965, 1966
- 3 Campionats d'Espanya d'hivern en 4x100 m estils: 1964, 1965, 1966
- 3 Campionats d'Espanya d'hivern en 4x100 m lliures: 1964, 1965, 1966